# Кировское (Сокулукский район)
Кировское (кирг. Киров) — село в Сокулукском районе Чуйской области Кыргызстана. Входит в состав Асылбашского айылного аймака.

## География
Село расположено в северной части области, к западу от реки Сокулук, на расстоянии приблизительно 10 километров (по прямой) к юго-западу от села Сокулук, административного центра района. Абсолютная высота — 915 метров над уровнем моря.

## Население
Согласно оценочным данным Национального статистического комитета Кыргызской Республики, численность населения села на начало 2023 года составляла 1820 человек.
| год     | 2009 | 2014 | 2015 | 2020 | 2021 | 2023 |
| ------- | ---- | ---- | ---- | ---- | ---- | ---- |
| человек | 1338 | 1470 | 1469 | 1625 | 1665 | 1820 |